# Maj-Lis Palo
Maj-Lis Désirée Palo, född Wälivaara 18 april 1939 i Sattajärvi i Pajala församling,, död 2007 i Luleå, var en svensk hemspråkslärare, politiker och författare.
Palo var andre vice ordförande för Kristen demokratisk samling (KDS) 1982–1985 och förste vice ordförande 1985–1988. Hon gav ut böckerna Sommarsvalor och vintermesar (2000), Den himmelska passionen (2003) samt tillsammans med sin man Birger Palo boken Äktenskapet (2007). År 2007 utgav hon boken Mathilda Fogman : andlig moder i den tidiga laestadianismen.